# Cauneta de Lauquet
Cauneta de Lauquet (en francès Caunette-sur-Lauquet) és un municipi francès situat al departament de l'Aude i a la regió d'Occitània. Es tracta del municipi menys poblat del departament i de la regió, alhora que també és un dels menys poblats de França.